# Pholcus kimi
Pholcus kimi är en spindelart som beskrevs av Song och Zhu 1994. Pholcus kimi ingår i släktet Pholcus och familjen dallerspindlar. Inga underarter finns listade i Catalogue of Life.